# Illja Leanidavics Alekszievics
Illja Leanidavics Alekszievics (belaruszul: Ілля Леанідавіч Алексіевіч; Zsogyino, Szovjetunió, 1991. február 10. –) fehérorosz labdarúgó, a Tarpeda Zsodzina középpályása.
A fehérorosz válogatott tagjaként részt vett a 2012. évi nyári olimpiai játékokon.

## Sikerei, díjai
- Homel
  - Fehérorosz kupa: 2011
  - Fehérorosz szuperkupa: 2012
- BATE Bariszav
  - Fehérorosz bajnok: 2013, 2014, 2015
  - Fehérorosz szuperkupa: 2013, 2014